# Andrew Selby
Andrew Selby (* 25. Dezember 1988 in Cardiff) ist ein walisischer Profiboxer im Fliegengewicht. Er ist der Bruder des Boxers Lee Selby. Als Amateur war er unter anderem Europameister von 2011 und 2013, Vize-Weltmeister von 2011, Viertelfinalist der Olympischen Spiele 2012 und Dritter der WM 2013.

## Amateurkarriere
Andrew Selby gehörte zu den besten Amateurboxern in der Sportgeschichte von Wales und trainierte im Splott ABC (Amateur Boxing Club). Er gewann 14 walisische und sieben britische Meisterschaften in seiner Alters- und Gewichtsklasse, zudem war er neun Jahre lang Mitglied der britischen Nationalmannschaft.
Bei den Junioren-Weltmeisterschaften 2006 in Marokko schied er erst im Viertelfinale gegen Wassyl Lomatschenko aus, dem späteren zweifachen Olympiasieger. Anschließend startete er bei den Weltmeisterschaften 2007 in Chicago, verlor jedoch im ersten Kampf gegen den amtierenden Asienmeister Violito Payla.
2008 startete er erstmals im Bantamgewicht bei den Europameisterschaften 2008 in Liverpool. Durch Siege gegen Nebojša Rosić und Mateusz Mazik kam er ins Halbfinale, wo er gegen Detelin Dalakliew unterlag und so mit einer Bronzemedaille ausschied. Bei den Weltmeisterschaften 2009 in Mailand schied er in der zweiten Vorrunde erneut gegen Detelin Dalakliew aus, der sich auch noch den Weltmeistertitel sicherte.
Bei den Europameisterschaften 2010 in Moskau gewann er erneut eine Bronzemedaille, nachdem er im Halbfinale gegen den amtierenden Europameister Heorhij Tschyhajew ausgeschieden war. Zuvor hatte er Pedro Matos und Furkan Ulaş besiegt. Zudem gewann er bei den Commonwealth-Championships in Indien eine Bronzemedaille.
Für die Weltmeisterschaften 2011 in Baku wechselte er zurück ins Fliegengewicht und schlug Hesham Abdelaal, Severiane Chiladze, Chatchai Butdee, Michael Conlan und Jasurbek Latipov, womit er ins Finale einzog. Dort unterlag er knapp mit 12:13 gegen Michail Alojan. Zudem gewann er auch die Europameisterschaften 2011 in Ankara durch Siege gegen Norbert Kalucza, Elie Konki, Alexander Riscan und den dreifachen Europameister Georgi Balakschin.
Als amtierender Europameister und Vize-Weltmeister startete er als einer der Favoriten bei den Olympischen Spielen 2012 in London. Im Achtelfinale setzte er sich gegen Iljas Süleimenow durch, verlor aber im Viertelfinale gegen den Panamerika-Meister und späteren Olympiasieger, Robeisy Ramírez.
Bei den Europameisterschaften 2013 in Minsk gewann er seinen zweiten EM-Titel in Folge, nachdem er im Finale erneut Michael Conlan bezwungen hatte. Im Halbfinale hatte er Elvin Məmişzadə, im Viertelfinale Ronny Beblik und im Achtelfinale Alexander Alexandrow besiegt. Zudem gewann er eine Bronzemedaille bei den Weltmeisterschaften 2013 in Almaty. Gegen Malik Jackson, Gerardo Cervantes und Iljas Süleimenow hatte er das Halbfinale erreicht, wo er mit 1:2 gegen Jasurbek Latipov ausschied.

### World Series of Boxing
Von 2012 bis 2015 boxte er in der World Series of Boxing (WSB) und gewann neun von zehn Kämpfen. 2012/13 erreichte er mit dem Team British Lionhearts und 2013/14 mit dem Team Italia Thunder jeweils den fünften Rang.

## Profikarriere
Unter dem Manager und Promoter Chris Sanigar wechselte Selby im September 2015 ins Profilager und gewann sein Debüt am 30. Oktober 2015. In seinem erst fünften Kampf gewann er am 14. Mai 2016 gegen Louis Norman die britische Meisterschaft im Fliegengewicht. Am 18. November 2016 gewann er gegen Jake Bornea den Titel IBF Inter-Continental.
Am 4. Februar 2017 besiegte er Ardin Diale beim Kampf um den Titel WBC International und schlug im Mai 2017 auch den späteren WBC-Weltmeister Cristofer Rosales. Im Oktober 2017 besiegte er Maximino Flores in einem finalen WBC-WM-Ausscheidungskampf.
Am 23. März 2019 verlor er jedoch durch Knockout in der fünften Runde gegen den Mexikaner Julio Aguilar.